# Paulo da Silva
Paulo César da Silva Barrios (Assunção, 1º de fevereiro de 1980) é um futebolista paraguaio que atua como zagueiro. Atualmente joga pelo Idependiente F.B.C.

## Clubes
Zagueiro de origem, Paulo da Silva também pode atuar como lateral-esquerdo. 
Em clubes, sua carreira teve início em 1996, no Atlantida. Sua técnica chamou a atenção do Cerro Porteño, clube onde atuou apenas uma temporada para, em 1998, seguir para o Perugia. Sem conseguir se firmar na Europa, voltou ao futebol sul-americano e passou alguns meses no Lanús, da Argentina.
Depois, foi novamente para a Itália, mas voltou para o seu país, no Libertad. Mas foi no Toluca, do México, que Paulo ganhou notoriedade ao ser escolhido para o time ideal da Conmebol em 2007 e eleito o melhor jogador da liga mexicana em 2008.

## Seleção nacional
Pela seleção de seu país, participou da equipe que foi eliminada na primeira fase do Mundial sub-20 da Malásia, em 1997. Dois anos mais tarde, na competição realizada na Nigéria, também esteve presente com o grupo paraguaio eliminado pelo Uruguai nas oitavas de final.
Em 2006, participou na Alemanha da sua primeira Copa do Mundo, mas jogou apenas a última partida. No entanto, mostrou que é pé quente, porque ajudou a seleção a vencer Trinidad e Tobago por 2 a 0 e conquistar ao menos uma vitória naquele Mundial.

## Títulos
Toluca
- Campeonato Mexicano Apertura: 2005–06 e 2008–09
- Campéon de Campeones: 2005–06